# Ewa Beach
Ewa Beach is een plaats (census-designated place) in de Amerikaanse staat Hawaï, en valt bestuurlijk gezien onder Honolulu County.

## Demografie
Bij de volkstelling in 2000 werd het aantal inwoners vastgesteld op 14.650.

## Geografie
Volgens het United States Census Bureau beslaat de plaats een oppervlakte van
4,9 km², waarvan 3,7 km² land en 1,2 km² water.

## Plaatsen in de nabije omgeving
De onderstaande figuur toont nabijgelegen plaatsen in een straal van 12 km rond Ewa Beach.